# Craig Mundie
Craig J. Mundie, né 1er juillet 1949, est responsable de la recherche et de la stratégie chez Microsoft.
Il est membre du comité de direction du groupe Bilderberg.